# أسرار الحب (مسلسل)
اسرار الحب، مسلسل تلفزيوني باكستاني انتج وعرض في عام 2013

## قصة المسلسل
تتمحور أحداثها حول معاناة زوجة انفصل عنها زوجها لأنها أنجبت له فتاة تلو الفتاة، دون أن تنجب له الولد الذكر الذي يريد، فينفصل عنها ليتزوجة من أخرى فتنجب له فتاة هي الأخرى.
تجتهد «أم الإناث» في تربيتهن وتعليمهن، لتحظى كبرى بناتها بمنحة دراسية جامعية وتقودها الدراسة للتعرف على الشاب الوسيم الغني المتفتح، سليل الأسرة العريقة، والذي يقع في غرامها بدون اكتراث بكونها فتاة ليست من نفس طبقة، تدبر المكائد للتخلص من حبه لها، وتمارس عليه الأسرة والمجتمع ضغوطهما للتخلي عنها لأنها لا تليق بمستواه الاجتماعي.